# 2001年中国大陆
| 中国历史 / 中国历史年表 |
| 世紀： 20世纪中国 / 21世纪中国 / 22世纪中国 |
| 年代： 1970年代中国大陆 / 1980年代中国大陆 / 1990年代中国大陆 / 2000年代中国大陆 / 2010年代中国大陆 / 2020年代中国大陆 / 2030年代中国大陆                     |
| 年份： 1997年中国大陆 / 1998年中国大陆 / 1999年中国大陆 / 2000年中国大陆 / 2001年中国大陆 / 2002年中国大陆 / 2003年中国大陆 / 2004年中国大陆 / 2005年中国大陆 |
| 纪年： 辛巳年（蛇年）、中华人民共和国成立52周年 |

## 黨和國家領導人

### 最高領導人
- 中國共產黨中央委員會總書記：江澤民

### 國家元首
- 中華人民共和國主席：江澤民

### 政府首腦
- 中華人民共和國國務院總理：朱鎔基

## 大事記
- 1月10日，神舟二号發射升空。
- 1月23日，部分疑似法輪功學員的人在北京天安門廣場集體自焚。
- 2月11日，成都开往武昌的K148次列车发生特大抢劫案，76名车匪被捕。
- 3月16日，石家庄市棉纺三厂宿舍发生爆炸袭击案，造成108人死亡，38人受伤。
- 4月1日，一架美國海軍EP-3型偵察機，與一架中國海軍航空兵殲八戰鬥機在中國海南島東南70海里（110公里）的中國專屬經濟區上空發生碰撞，中國戰鬥機墜毀，飛行員王偉跳傘下落不明，後被中國確認死亡，而美國的軍機則迫降海南島陵水機場。
- 4月6日，陕西省铜川矿务局陈家山煤矿瓦斯爆炸，38人死亡，7人受伤。
- 4月8日，陕西省渭南市华阴市玉泉院(道观)游人踩踏，17人死亡，5人受伤。
- 4月21日，陕西省韩城矿务局下峪口煤矿一井瓦斯爆炸，48人死亡。
- 6月5日，江西省广播电视发展中心艺术幼儿园火灾，儿童13名死亡、3名受伤。
- 6月15日，上海合作组织在上海成立。
- 6月25日，中华人民共和国国务院公布第五批全国重点文物保护单位，共518处，另有23处与现有全国重点文物保护单位合并的项目[1]。
- 6月26日，台风飞燕带来大雨、暴雨引发山洪导致杭州发生山体滑坡意外 22人死亡[2]。
- 7月1日，中國共產黨中央委員會總書記江澤民在中國共產黨成立八十周年大會上提出三個代表重要思想。
- 7月9日，中国中央电视台科教频道（CCTV-10）、戏曲频道（CCTV-11）开播，并正式使用双线CCTV台标。
- 7月13日，北京取得2008年夏季奧運會主辦權。
- 7月16日，中俄签订睦邻友好合作条约。
- 7月16日，陕西省横山县发生一起特大爆炸案，造成80人死亡，98人受伤，其中重伤6人，轻伤37人，轻微伤55人，311间房屋受损，直接经济损失达562.64万余元。
- 7月17日早8点，上海沪东造船厂一龙门吊倒塌，36人死亡，3人受伤，含1名教授，1名在读博士和2名博士后，经济损失8000多万元。广西南丹县大厂镇龙泉矿冶总厂拉甲坡锡矿厂矿井透水，80人死亡、1人失踪。地方政府与矿主段隐瞒事故，封锁消息，8月8日国务院调查组赴南丹矿区调查。事后原县委书记万瑞忠判处死刑，县长唐毓盛、副县长等人被判处无期徒刑或有期徒刑。
- 7月22日，江苏省徐州贾汪区岗子村五副井瓦斯煤尘爆炸92名矿工死亡，直接经济损失538万元。
- 7月23日，河南省郑州市标准石化有限公司商城路加油站发生爆炸，导致4人死亡，1人重伤，10人轻伤和轻微伤，爆炸造成直接财产损失近20万元。[3]
- 8月13日，新疆阿克苏地区新和县境内发生一起客车坠河事故新疆客车坠河特大事故34人死亡，司机被刑拘。[4]
- 8月22日至9月1日，北京舉行第二十一屆夏季大學生運動會。
- 8月23日晚，甘肃省陇南地区运输公司一载有50人的双层卧铺大客车，在陕西省凤县境内坠入30多米悬崖下的嘉陵江河道。造成32人死亡，18人受伤，其中重伤7人。[5]
- 9月至10月，2001年中国足球甲B联赛发生多起假球事件，史称甲B五鼠事件。
- 9月21日，广西桂林龙胜各族自治县境内一辆双层卧铺客车掉进水库，死36人伤14人。[6]
- 10月7日，中国国家足球队在瀋陽五里河體育場舉辦的世界杯外圍賽（又稱十強賽）中以1-0的比分擊敗阿曼國家足球隊，獲得次年的世界杯參賽資格。
- 10月21日，中国铁路实施第四次大提速，提速范围基本覆盖全国较大城市和大部分地区。
- 11月11日至25日，廣州舉行中華人民共和國第九屆全國運動會。
- 12月，中國加入世界貿易組織。
- 12月27日，美国正式宣布给予中国永久正常贸易关系地位。
- 12月29日，广西容县石寨乡平梨沙砖厂发生锅炉爆炸事故，七人当场死亡，二十五人受伤，其中四人重伤。[7]